# كروشتشيكا (كونييتش)
كروشتشيكا (بالسيريلية Крушчица) هي قرية في البوسنة والهرسك. وهي تقع في بلدية كونييتش التابعة لكانتون الهرسك-نيريتفا في اتحاد البوسنة والهرسك. طبقا لنتائج تعداد البوسنة عام 2013 فقد كان عدد سكانها 143 نسمة.

## التركيبة السكانية

### التطور التاريخي للسكان
| السنة  | 1961 | 1971 | 1981 | 1991 | 2013 |
| ------ | ---- | ---- | ---- | ---- | ---- |
| السكان | 373  | 457  | 458  | 314  | 143  |

### توزيع السكان حسب الجنسية (1991)
في عام 1991 كان عدد سكان القرية 314 وكانوا جميعا من المسلمين (البوشناق).

## وصلات خارجية
- Maplandia (بالإنجليزية)